# Weymouth (Massachusetts)
Weymouth è una città degli Stati Uniti d'America facente parte della contea di Norfolk nello stato del Massachusetts.
Deve il suo nome alla città di Weymouth, nel Dorset in Inghilterra.